# Norman Froemel
Norman Edwin Joseph Froemel (* 26. September 1972 in Winnipeg, Kanada) ist ein ehemaliger kanadisch-deutscher Basketballspieler auf der Centerposition. Der 2,13 Meter große Froemel spielte als Profi sieben Jahre in der Basketball-Bundesliga und stand bei Bamberg, Braunschweig, Ulm und Gießen unter Vertrag.

## Karriere
Froemel wuchs in Kanada auf, besitzt neben der kanadischen aber auch die deutsche Staatsbürgerschaft. Er spielte an der University of Winnipeg und kam im Anschluss an seine College-Karriere 1995 nach Deutschland. In der Saison 1995/96 kam er für die SG Braunschweig in der Bundesliga zum Einsatz, ab 1996 bis 1999 stand er in Bamberger Diensten, kehrte für die Saison 1999/2000 dann nach Braunschweig zurück.
In der Saison 2000/01 verbuchte er in 36 Ligaspielen für Ulm mit 8,4 Punkten und 5,5 Rebounds pro Partie die besten Mittelwerte seiner Bundesliga-Laufbahn. Im Anschluss an die Saison 2001/02, in der Froemel für Avitos Gießen spielte, beendete er seine Profikarriere und ging nach Kanada zurück. Dort wurde er Lehrer und war zeitweise als Manager der U17-Basketballauswahl der Provinz Manitoba aktiv.